# Gabbeh
Gabbeh é um filme franco-anglo-teuto-iraniano de 1996, dirigido por Mohsen Makhmalbaf.
Uma das célebres obras do novo cinema iraniano, narra com toque fantástico, o cotidiano dos vilarejos remotos do Irã pós-Revolução Islâmica, sobretudo a relação entre tradição e modernidade intrincada na cultura pérsica.

## Sinopse
O filme aborda a rotina de um casal idoso que segue sua rotina de limpar o gabbeh, um tapete com um desenho intrincado. Magicamente, uma jovem aparece e passa a ajudar os dois. Ela pertence ao clã cuja história é narrada nas imagens do gabbeh, especialmente o romance que envolveu a tal jovem e um estranho do clã.

## Elenco
- Abbas Sayah — Tio
- Shaghayeh Djodat — Gabbeh
- Hossein Moharami — Velho
- Rogheih Moharami — Velha
- Parvaneh Ghalandari